# World of Warcraft: The War Within
World of Warcraft: The War Within es la próxima expansión para el juego de rol multijugador masivo en línea (MMORPG) World of Warcraft programada para lanzarse el 2024. Es parte de la nueva trilogía, la saga del alma del mundo, dirigida por Chris Metzen. 

## Jugabilidad
The War Within se desarrollara en Khaz Algar. Este nuevo continente está dividido en cuatro zonas distintas: la Isla de Dorn, Las Minas Resonantes, Cristalia y Azj-Kahet. El límite de nivel en The War Within se ha elevado a 80. A partir del nivel 71, los jugadores desbloquearan nuevos talentos de héroe para cada clase y especialización, lo que proporciona más profundidad a la personalización de los personajes y las estrategias de combate. 
Las características de juego en The War Within incluyen Vuelo Dinámico, lo que permite a los jugadores usar el sistema de Dracoequitación con cualquier montura y no exclusivamente con los dragones de las Islas Dragon, además, podrá ser usado en cualquier zona.
Se agregará un nuevo tipo de contenido end-game, los Abismos, son aventuras cerradas, que pueden disfrutarse solo o hasta un grupo de 5 jugadores, asimismo, se complementa con la experiencia de mundo abierto, en este escenario serás acompañado por un PNJ personalizable. 
Por último, las Tropas, un sistema para toda la cuenta que mejora el potencial de los personajes secundarios, tal así, compartir transfiguraciones de cualquier tipo de armadura y logros que eran únicos por personaje.

## Trama
Desciende a las entrañas del mundo y explora las cuatro zonas de Khaz Algar, hogar de los terráneos forjados por los titanes. Comienza tu aventura en la Isla de Dorn, lejos de las costas occidentales de Pandaria, y desciende hasta las Minas Resonantes. Luego maravíllate con los brillantes paisajes de Cristalia antes de bajar a Azj-Kahet, la gran capital de la sociedad nerubiana. 
Nuestros héroes, Anduin y Thrall, están cautivados por una visión radiante que emana el corazón del mundo. Thrall contó que tuvo una visión proveniente del corazón del mundo... “como la voz de un sueño”. Esta canción radiante obligará a nuestros héroes a investigar su origen. Al mismo tiempo, una oscuridad se ha estado fortaleciendo incluso mientras los héroes se aventuraban por las Islas Dragón. En The War Within, la misteriosa Emisaria que mencionó Iridikron por fin revelará su identidad: Xal’atath ha regresado.
Liberada hace tiempo de la oscura cuchilla que la apresaba, ahora es la Emisaria de una nueva era de planes macabros del Vacío. Su mensaje es claro. El Imperio Negro ha caído. Los dioses antiguos han muerto y su sangre ancestral corre por las profundidades, entre las grietas del mundo. Nosotros, los héroes de Azeroth, los destruimos, mientras que la Emisaria observaba todo con atención. Si bien el Imperio Negro ha fracasado, Xal’atath busca poner en marcha el ascenso de un nuevo legado oscuro que conoce nuestras fortalezas y buscará ponernos a prueba contra un temible poder: los nerubianos de Azj-Kahet.
Xal’atath ha reclutado a la reina nerubiana, Ansurek, y le ofreció a su pueblo un nuevo futuro en el que salen de su aislamiento y vuelven a ser un poderoso reino. Acá no nos encontraremos con los soldados nerubianos del Rey Exánime, sino con un formidable bastión nerubiano con toda la fuerza que alguna vez supieron tener, como sobrevivientes mortales de las míticas guerras que han tenido lugar una y otra vez a lo largo de miles de años.
A cambio de su lealtad, Xal’atath les otorgó a los nerubianos el poder de una evolución oscura que los convertirá en un nuevo tipo de soldados feroces y aterradores. 

## Saga Alma del Mundo
World of Warcraft: The War Within se anunció en la BlizzCon 2023 como parte de la nueva trilogía, la saga Alma del Mundo, dirigida por Chris Metzen. Normalmente, Blizzard Entertainment lanza una nueva expansión para World of Warcraft cada dos años, y solo se anuncia una expansión en BlizzCons. Sin embargo, esta vez, Blizzard Entertainment anunció tres próximas expansiones en la BlizzCon: The War Within, Midnight y The Last Titan. Además, Blizzard Entertainment reveló planes para lanzar nuevas expansiones y contenido a un ritmo más rápido que antes. 